# نيد دينيهي
نيد دينيهي (بالإنجليزية: Ned Dennehy)‏ هو ممثل أيرلندي، ولد في 8 ديسمبر 1965 في جمهورية أيرلندا.

## أعمال

### أفلام
- (2002) عهد النار[3]
- (2010) روبن هود[4][5][6]
- (2011) أنونيموس[7]
- (2014) سيرينا
- (2015) الطفل 44[8][9]

### مسلسلات
- بشائر طيبة
- بيكي بلايندرز

## وصلات خارجية
- نيد دينيهي على موقع IMDb (الإنجليزية)
- نيد دينيهي على موقع قاعدة بيانات الفيلم (الإنجليزية)